# Hoplia hungarica
Hoplia hungarica är en skalbaggsart som beskrevs av Hermann Burmeister 1844. Hoplia hungarica ingår i släktet Hoplia och familjen Melolonthidae. Inga underarter finns listade i Catalogue of Life.